# Osman Hamdi Bey

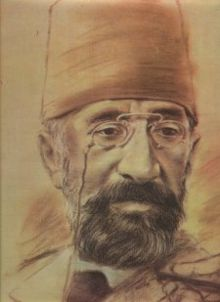
Autoportret

Osman Hamdi Bey (ur. 30 grudnia 1842 w Konstantynopolu zm. 24 lutego 1910 tamże) – osmański intelektualista, znawca sztuki, a także wybitny malarz oraz archeolog. Jako jeden z pierwszych zaczął używać w swojej twórczości kompozycji figuratywnej.

## Życiorys
Był synem wielkiego wezyra İbrahima Edhem Paszy.
Osman Hamdi poszedł do szkoły podstawowej w dzielnicy Beşiktaş w Stambule, po czym studiował prawo, najpierw w Stambule (1856), a następnie w Paryżu (1860). Niedługo później postanowił porzucić prawo, aby kontynuować malowanie. Wyszkolił się pod francuskimi malarzami: Jean-Léonem Gérôme i Gustave Boulangerem.
Jego pobyt w Paryżu złożył się z terminem pierwszej wizyty sułtana osmańskiego w Europie Zachodniej, kiedy to sułtan Abdülaziz został zaproszony na wystawę „Universelle” (1867) przez cesarza Napoleona III. Hamdi Bey w Paryżu poznał także swoją pierwszą żonę, Marie, kiedy był studentem. Po otrzymaniu błogosławieństwa od ojca towarzyszyła mu w Stambule. W 1869 roku pobrali się, mieli dwie córki.
Po powrocie do Turcji został wysłany do osmańskiej prowincji Bagdad w ramach zespołu administracyjnego Midhata Paszy (czołowej postaci politycznej i reformatora, który uchwalił pierwszą konstytucję osmańską). W 1871 Osman Hamdi powrócił do Stambułu jako wicedyrektor Biura Protokołu Pałacu. W latach 70. XIX wieku pracował nad kilkoma zleceniami na wyższych szczeblach biurokracji osmańskiej.
Ważnym krokiem w jego karierze było powierzenie mu funkcji dyrektora Muzeum Imperialnego (dzis. Muzeum Archeologiczne w Stambule) w 1881 roku. Wykorzystał on swoją pozycję dyrektora muzeum, aby je rozwinąć i stworzyć sponsorowane przez władze krajowe ekspedycje archeologiczne. W 1882 roku ustanowił i został dyrektorem Akademii Sztuk Pięknych, która zapewniła Osmanom trening estetyki i technik artystycznych bez opuszczania imperium. W 1884 nadzorował publikację rozporządzenia zakazującego przemycania artefaktów za granicę, które stanowiło gigantyczny krok w tworzeniu ram prawnych dla ochrony zabytków. Przedstawiciele lub pośrednicy dziewiętnastowiecznych mocarstw europejskich rutynowo przemycali artefakty o wartości historycznej z granic Imperium Osmańskiego (które obejmowały między innymi geografie starożytnych greckich i mezopotamskich cywilizacji), często uciekając się do łapówek, aby wzbogacić muzea w stolicach europejskich.
Przeprowadził pierwsze naukowe badania archeologiczne wykonane przez zespół turecki. Jego wykopaliska obejmowały takie miejsca, jak grobowiec w południowo-wschodniej Anatolii (najpopularniejsza turystyczna miejscowość w Turcji i dziś na Liście Światowego Dziedzictwa UNESCO, w prowincji Adıyaman), sanktuarium Hekate w Lagina w południowo-zachodniej Anatolii (znacznie rzadziej odwiedzane w dzisiejszej prowincji Muğla) i Sydon w Libanie, gdzie dokonał swojego największego odkrycia, odkopując tzw. Sarkofag Aleksandra, początkowo uważany za przeznaczony dla Aleksandra Wielkiego
.

## Obrazy

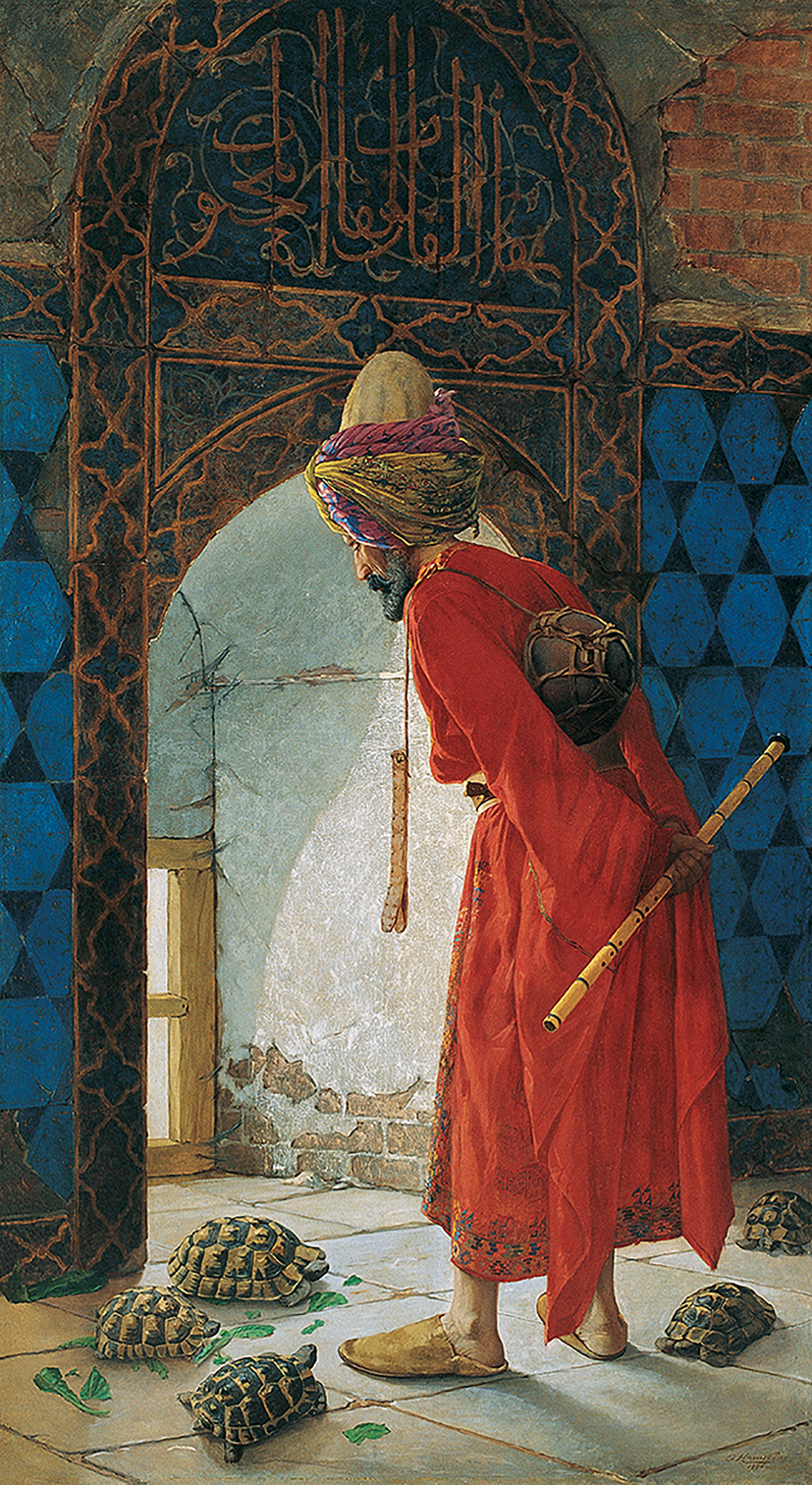
Trener żółwi (1906)

Jego obraz z 1906 roku, „Trener żółwi”, pobił rekord w Turcji, sprzedając się za 3,5 miliona dolarów w grudniu 2004 roku. Obraz wyraża sarkastyczne insynuacje na temat własnego stylu pracy malarza, a także nawiązuje do historycznego faktu, że żółwie były wykorzystywane do celów iluminacyjnych i dekoracyjnych poprzez umieszczanie świec na skorupie na początku XVIII wieku.